# Efrén Avilés Pino
Efrén Avilés Pino (Guayaquil, 26 de febrero de 1947 - Ibídem, 31 de diciembre de 2009) fue un escritor, catedrático de universidad e historiador ecuatoriano. Reconocido en su país por sus investigaciones históricas, geográficas y biográficas.
Fue un férreo defensor del protagónico papel de la independencia de la Provincia Libre de Guayaquil en la historia de la actual República del Ecuador. Murió el 31 de diciembre de 2009 tras padecer 3 años mieloma múltiple.

## Carrera en la producción musical
Antes de que destacase como historiador nacional, Avilés fue responsable, director y productor ejecutivo de Ifesa, produjo varios de los últimos discos de Julio Jaramillo, descubrió y llevó a la fama a Jinsop, entre otros artistas.
Compuso la letra del himno del equipo de fútbol Club Sport Emelec, fue su director vitalicio además de seguidor del equipo.

## Relación con la Academia Nacional de Historia del Ecuador
En el 2004, fue nombrado miembro de la Academia Nacional de Historia del Ecuador, para lo cual escribe una de sus obras más polémicas, Carlos Arroyo del Río: Mártir o Traidor, obra que propició enormes discusiones entre los que se encontraron a favor y lo que se encontraron en contra de lo defendido acerca de la historia de este personaje.

### Conflicto y dimisión
Renunció a la Academia Nacional de Historia del Ecuador, ante las múltiples acusaciones que recibió por parte de varios historiadores quiteños de ser el ovillo de un grupo que promueve el separatismo guayaquileño en pos de una república independiente. Fue atacado por promover y preferir la figura de José Joaquín de Olmedo en detrimento de Simón Bolívar como héroe independentista de Guayaquil.

#### Su carta de renuncia a la academia nacional de historia
Hace cinco años, el 28 de mayo de 2009, fui incorporado, como Miembro Correspondiente, a la Academia Nacional de Historia del Ecuador. Lo que entonces consideré que era un honor, poco a poco me ha ido decepcionando, y hoy me siento avergonzado de pertenecer a una institución que en el campo histórico no tiene ni voz, ni voto, ni opinión, ni nada; que solo sirve para la figuración social y que no es otra cosa que una camarilla que congrega y obedece -salvo muy pocas y honrosas excepciones, la mayoría de ellas guayaquileñas- a un grupúsculo de "doctores" en historia que -comenzando por Jorge Salvador Lara y pasando por Enrique Ayala Mora hasta culminar con Juan Paz y Miño y Jorge Núñez Sánchez, entre otros de origen serrano- la falsean sin rubor y que, conociendo la documentación necesaria para escribirla de una manera veraz, la ocultan y tergiversan para satisfacer egoístas vanidades; historiadores que a cambio de prebendas guardan cobarde y cómplice silencio, y aceptan como válidas las propuestas falsas e indocumentadas de esos "doctores" que, abrumados por la verdad y su ninguna capacidad de investigación, por simple revanchismo regional, plañideramente exigen que se calle la voz "guayaquileña" de quienes no mienten, y lloran por que se prohíba la entrega y lectura de libros -como es el caso de la "Historia de Guayaquil", escrita por Melvin Hoyos y el suscrito-, simplemente porque en esos libros se dicen verdades históricas que ni al Gobierno -engañado por los "doctores"- ni a los "doctores" -engañados por su vanidad- les gustan.

Los "doctores" quiteños podrán repetir mil veces que el 10 de agosto de 1809 se proclamó la independencia, pero los documentos demostrarán, mil veces y mil veces más, que eso no es verdad y que ellos son unos mentirosos.

## El Libro de Guayaquil
En el año 2006 escribió El Libro de Guayaquil conjuntamente con Melvin Hoyos Galarza, a la época director del Museo Municipal de Guayaquil. Este libro levantó duras críticas y polémicas pues plantea aspectos de la historia nacional desde una perspectiva más enfocada en la importancia de la Provincia Libre de Guayaquil y el 9 de octubre de 1820 por sobre el Primer Grito de Independencia y el 24 de mayo de 1822. Según Avilés Pino y Hoyos, el primer paso a la independencia lo dio Guayaquil aquel 9 de octubre y no el 10 de agosto de 1809 como la historiografía tradicional ecuatoriana asevera.

## Enciclopedia del Ecuador (online)
Dado que el internet es una de las fuentes de información más importantes y de fácil acceso, se creó un portal web en el que se publica la información histórica, geográfica y biográfica del Ecuador. La Enciclopedia del Ecuador online cuenta con más de 20 mil artículos e incluye una sección dedicada a los presidentes del Ecuador y un calendario histórico.

## Dignidades
Entre los distintos reconocimientos, fue condecorado en 2002 por el gobierno de Gustavo Noboa Bejarano, en Honor al Mérito en el grado de Comendador, condecoración máxima entregada por el gobierno del Ecuador a un civil.

## Obras
- Himno del Club Sport Emelec (1991)
- Diccionario del Ecuador Histórico, Geográfico y Biográfico (1994)
- Atlas Ecuador Panorámico (1994)
- 500 años de historia (1995)
- Gobernantes del Ecuador (1996)
- Calendario histórico del Ecuador (1997)
- Enciclopedia del Ecuador Histórica, Geográfica y Biográfica (1998)
- Guayaquil 2000: Una ciudad para el próximo milenio (1999)
- Historia del Ecuador (2000)
- Carlos Arroyo del Río: Mártir o traidor (2004)
- El Libro de Guayaquil (2006)
- 1820: La verdadera historia de la Independencia (2008)
- Monumentos, Plazas y Parques (2009)
- Los Planos de Guayaquil -Primera obra post mortem,  en coautoría con Melvin Hoyos Galarza- (2010)